# Giordano Campari
Giordano Campari (Lacchiarella, 8 marzo 1934 – Mortara, 21 febbraio 2016) è stato un pugile italiano, campione italiano dei pesi piuma e dei pesi leggeri, nonché sfidante al titolo europeo dei leggeri. In match senza titolo in palio batté il campione del mondo in carica dei pesi leggeri Joe Brown e quello europeo in carica dei superleggeri, Olli Mäki. È stato anche avversario di Sandro Lopopolo e di fuoriclasse come Flash Elorde e José Nápoles.

## Biografia

### Carriera da dilettante
Si avvicinò al pugilato entrando a far parte dell'Associazione Pugilistica Pavia, alla guida del maestro Lucinio Sconfietti. Disputò poi una novantina di combattimenti amatoriali, vestendo più volte la maglia azzurra della nazionale italiana. Il più importante risultato ottenuto fu la vittoria nel campionato regionale lombardo del 1954, battendo in semifinale Alberto Serti.

### Carriera da professionista
Debuttò nel pugilato professionistico tra i pesi piuma nell'agosto del 1955. Vinse i primi trenta match, tutti combattuti tra Milano e Voghera, tranne quello a Trieste in cui batté per la seconda volta Aldo Pravisani.
Il 27 novembre 1957, a Roma, tentò per la prima volta la scalata al titolo italiano, perdendo ai punti da Sergio Caprari.
Dopo alcuni match non del tutto fortunati, tra i quali alcuni in Australia, ottenne nuovamente la chance di combattere per la cintura italiana, lasciata vacante da Caprari, diventato nel frattempo campione europeo. Il 29 novembre 1958, a Milano, conquistò il titolo italiano battendo Altidoro Polidori che, in precedenza, gli aveva strappato un pari.
Campari difese vittoriosamente la cintura italiana battendo nuovamente ai punti Aldo Pravisani. La perse poi il 26 dicembre 1959, cedendo a Milano da Raimondo Nobile, sempre ai punti.
Passò allora alla categoria dei pesi leggeri e inanellò una serie di vittorie consecutive culminate con la conquista del titolo italiano, il 30 ottobre 1960, battendo ai punti l'ex campione europeo Mario Vecchiatto, sempre a Milano.
È questo il momento migliore della carriera del pavese. Il 7 dicembre 1960, alla Fiera di Milano, in un match senza titolo in palio, batté ai punti addirittura il campione del mondo in carica, lo statunitense Joe Brown, considerato uno dei più forti pesi leggeri di tutti i tempi.
Dopo aver conservato la cintura italiana mettendo KO al primo round Bruno Ravaglia, il 31 marzo 1961 intraprese una difficile trasferta a Manila per affrontare il terribile filippino Gabriel Flash Elorde, futuro dominatore mondiale della categoria dei superpiuma. Perse solo ai punti in dieci riprese.
Fu poi dichiarato decaduto dal titolo italiano ma ciò non gli impedì di combattere con il tedesco Conny Rudhof per la cintura europea vacante dei pesi leggeri. Il match, allestito nel settembre del 1963 a Rüsselsheim, la tana del suo avversario, lo vide sconfitto ai punti in quindici riprese.
Campari passò allora nella categoria dei pesi superleggeri e sconfisse a Roma, sulla distanza dei dieci round, il finlandese Olli Mäki, subentrato a Rudhof come campione europeo in carica.
Nel giugno del 1964, a Saint Vincent, sfidò l'imbattuto campione italiano Sandro Lopopolo, futuro campione del mondo. Dovette cedere al più giovane avversario ai punti in dodici riprese.
Ormai trentenne, affrontò una serie di remunerative trasferte all'estero contro avversari di ottimo livello. A Santa Cruz de Tenerife perse ai punti dallo spagnolo Juan Sombrita Albornoz, in seguito campione d’Europa. A Caracas non poté far meglio di essere sconfitto per knock-out tecnico al secondo round da parte del fuoriclasse José Mantequilla Nápoles, futuro campione mondiale dei welter. A Helsinki subì la vendetta di Olli Mäki, che lo batté ai punti.
Più grave la sconfitta subita nella sua Pavia per KO al primo round dall'ex campione italiano dei superleggeri Piero Brandi. Ciononostante riuscì a ottenere ancora due volte la chance di combattere per il titolo italiano dei pesi leggeri. Nel 1966, contro Pietro Ziino, conseguì un ininfluente risultato di no contest. L'anno dopo, la sconfitta contro il più giovane Enrico Barlatti lo convinse ad abbandonare il pugilato.